# Premis Oscar de 1933
Els Premis Oscar de 1933 (en anglès: 6th Academy Awards) foren presentats el 16 de març de 1934 en una cerimònia realitzada a l'Hotel Ambassador de Los Angeles. La cerimònia fou presentada per Will Rogers, que entregà tots els guardons.
Aquesta va ser l'última vegada que el període d'elegibilitat dels Oscars es va estendre al llarg de dos anys naturals diferents, creant el marc de temps més llarg per al qual les pel·lícules podien ser nominades, des de l'1 d'agost de 1932 fins al 31 de desembre de 1933.

## Curiositats
Aquesta va ser l'última vegada que cap pel·lícula va tenir més de quatre nominacions. Cavalcade es va convertir en la quarta pel·lícula en guanyar el premi a la millor pel·lícula sense una nominació al seu guió, i l'últim fins Hamlet en la 21a edició dels Premis de l'Acadèmia.
En la presentació del premi al millor director Will Rogers en anunciar el guanyador digué: "Vinga, vine a buscar-lo, Frank!". En aquells moments el director Frank Capra s'aixecà corrents de la seva cadira però Frank Lloyd arribà primer i rebé una gran abraçada per part de Rogers, confirmant que era el "Frank" guanyador. En veure el seu error, Rogers cridà al tercer candidat George Cukor a l'escenari per tal de desfer l'embolic. Capra va escriure en la seva autobiografia que el retorn a la seva taula havia estat "el més llarg, trist i humiliant de la meva vida. Tots a la meva taula estaven plorant".
En aquesta edició s'introduí un nou guardó, l'Oscar al millor ajudant de direcció.

## Premis
| Millor pel·lícula | Millor director |
| --- | --- |
| - Cavalcade - El carrer 42 - Adéu a les armes - I Am a Fugitive from a Chain Gang - Lady for a Day - Little Women - The Private Life of Henry VIII - She Done Him Wrong - Smilin' Through - State Fair           | - Frank Lloyd per Cavalcade - Frank Capra per Lady for a Day - George Cukor per Little Women |
| Millor actor | Millor actriu |
| - Charles Laughton per The Private Life of Henry VIII com a Enric VIII d'Anglaterra - Leslie Howard per Berkeley Square com a Peter Standish - Paul Muni per I Am a Fugitive from a Chain Gang com a James Allen | - Katharine Hepburn per Glòria d'un dia com a Eva Lovelace - May Robson per Lady for a Day com a Apple Annie - Diana Wynyard per Cavalcade com a Jane Marryot |
| Millor història | Millor guió adaptat |
| - Robert Lord per One Way Passage - Frances Marion per The Prizefighter and the Lady - Charles MacArthur per Rasputin and the Empress                                                                            | - Victor Heerman i Sarah Y. Mason per Little Women (sobre hist. de Louisa May Alcott) - Robert Riskin per Lady for a Day (sobre hist. Damon Runyon) - Paul Green i Sonya Levien per State Fair (sobre hist. de Phil Stong) |
| Millor direcció artística | Millor fotografia |
| - Charles Bryant Lang, Jr. per Adéu a les armes - George J. Folsey per Reunion in Vienna - Karl Struss per Sign of the Cross                                                                                     | - William S. Darling i Fredric Hope per Cavalcade - Hans Dreier i Roland Anderson per Adéu a les armes - Cedric Gibbons per When Ladies Meet |
| Millor só | Millor ajudant de direcció |
| - Franklin Hansen per Adéu a les armes - Nathan Levinson per El carrer 42 - Nathan Levinson per Gold Diggers of 1933 - Nathan Levinson per I Am a Fugitive from a Chain Gang                                     | - Charles Barton – Paramount - Scott Beal – Universal - Charles Dorian – MGM - Fred Fox – United Artists - Gordon Hollingshead – Warner Brothers - Dewey Starkey – RKO - William Tummel – 20th Century Fox - Al Alleborn – Warner Brothers - Sid Brod – Paramount - Orville O. Dull – MGM - Percy Ikerd – 20th Century Fox - Arthur Jacobson – Paramount - Edward Killy – RKO - Joseph A. McDonough – Universal - William J. Reiter – Universal - Frank Shaw – Warner Brothers - Ben Silvey – United Artists - John S. Waters – MGM |
| Millor curtmetratge - Comèdia | Millor curtmetratge - Novetat |
| - So This Is Harris! de Louis Brock (RKO Pictures) - Mister Mugg de Warren Doane (Universal Studios) - A Preferred List de Louis Brock (RKO Pictures)                                                            | - Krakatoa de Joe Rock (Educational Pictures) - Menu de Pete Smith (MGM) - The Sea de Educational Pictures |
| Millor curtmetratge d'animació | |
| - Three Little Pigs de Walt Disney (United Artists) - Building a Building de Walt Disney (United Artists) - The Merry Old Soul de Walter Lantz (Universal Studios)                                               | |

## Múltiples nominacions i premis
| Les següents pel·lícules van rebre diverses nominacions: - 4 nominacions: Cavalcade, Adéu a les armes i Lady for a Day - 3 nominacions: I Am a Fugitive from a Chain Gang i Little Women - 2 nominacions: El carrer 42, The Private Life of Henry VIII i State Fair | Les següents pel·lícules van rebre més d'un premi: - 3 premis: Cavalcade - 2 premis: Adéu a les armes |